# Moimacco
Moimacco (Muimans en friulano) es una población de 1.638 habitantes en la provincia de Udine, en la región autónoma de Friuli-Venecia Julia.

## Historia
Situado en la intersección de importantes rutas comerciales, la leyenda cuenta que Moimacco fue fundado por un oficial del ejército romano llamado Mommeius (o Mumius). Desde sus orígenes, la economía del pueblo estuvo ligada al centro vecino de Cividale.

## Economía
En la actualidad, el distrito industrial de Moimacco proporciona empleo a los trabajadores que se desplazan desde las ciudades cercanas. También hay algunas pequeñas explotaciones agrícolas.

## Principales lugares de interés
Los lugares de interés son las iglesias de S. Maria Assunta, San Giovanni y San Donato, las villas nobles De Claricini y De Puppi, con espléndidos jardines y colecciones de arte.

## Comida
El frico es un pastel de queso y patatas, o a veces sólo queso, frito en sartén. Otros productos locales son el salami y el queso Montasio.

## Geografía

### Demografía
| Gráfica de evolución demográfica de Moimacco entre 1861 y 2001 |
|                                                                |
| Fuente ISTAT - elaboración gráfica de Wikipedia                |

- Datos: Q53285
- Multimedia: Moimacco / Q53285

1. ↑  Worldpostalcodes.org, código postal n.º 33040.
2. ↑  «Codici Catastali». Comuni-italiani.it (en italiano). Consultado el 29 de abril de 2017.